# Acutisoma viridifrons
Acutisoma viridifrons is een hooiwagen uit de familie Gonyleptidae. De wetenschappelijke naam van Acutisoma viridifrons gaat terug op Mello-Leitão.